# Université du Luxembourg
L'université du Luxembourg est une université publique située au Luxembourg.

## Histoire
L'université du Luxembourg a été fondée en 2003 par le regroupement de quatre instituts d'enseignement et de recherche existants : le Centre universitaire, l'Institut supérieur d'études et de recherches pédagogiques, l'Institut supérieur de technologie et l'Institut d'études éducatives et sociales. L'université est la seule université publique au Luxembourg.

## Localisation
L'université comporte trois campus :
- Campus de Belval, site principal de l’université depuis 2015,
- Campus de Kirchberg ;
- Campus de Limpertsberg .

L’université est composée de trois facultés et de quatre centres de recherche interdisciplinaires:
- Faculté des sciences, des technologies et de médecine,
- Faculté de droit, d'économie et de finance,
- Faculté des sciences humaines, des sciences de l'éducation et des sciences sociales,
- Interdisciplinary Centre for Security, Reliability and Trust (SnT),
- Luxembourg Centre for Systems Biomedicine (LCSB),
- Luxembourg Centre for Contemporary and Digital History (C2DH),
- Un nouveau centre de recherche spécialisé dans le droit européen

## Langues
Une des particularités du grand-duché du Luxembourg est son multilinguisme : en effet, les habitants du pays sont polyglottes et les cours de l'université sont souvent donnés en deux (voire trois) langues : anglais/allemand, français/allemand ou anglais/français. Plusieurs masters sont enseignés entièrement en anglais. Des cours de langues sont offerts aux étudiants qui ont besoin d’un soutien linguistique.

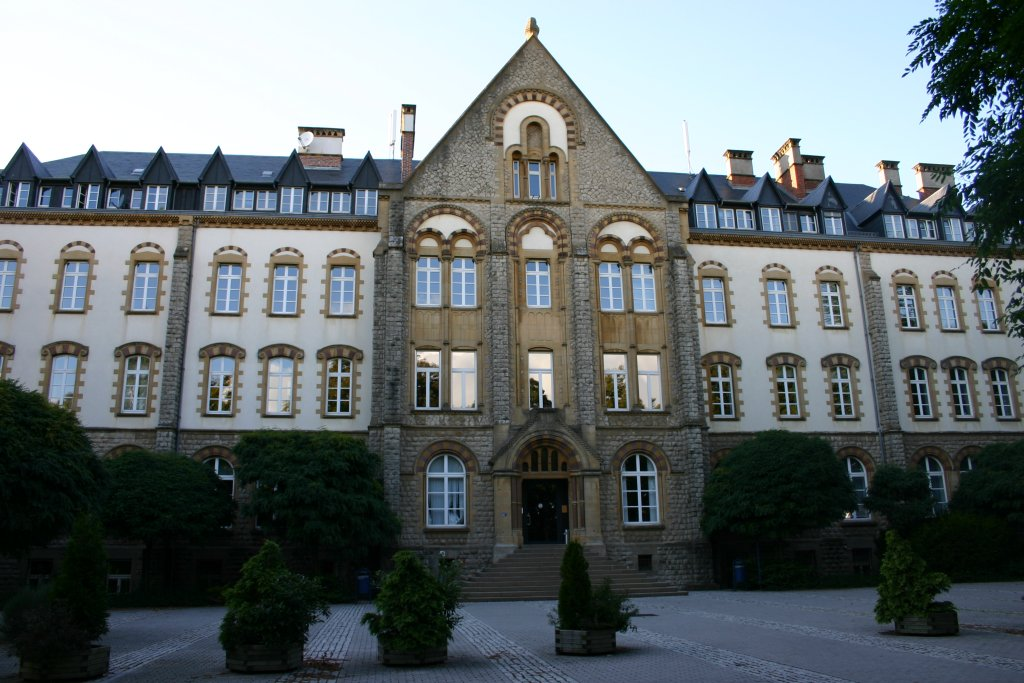
Campus Limpertsberg

## Les missions de l'université
L'université du Luxembourg a trois missions : 
- Offrir un enseignement de qualité ;
- Valoriser la recherche fondamentale et appliquée ;
- Contribuer au développement sociétal, culturel et économique du pays.

## Quelques chiffres
L'université du Luxembourg se compose de quelque 7 000 étudiants, dont 1 000 doctorants, originaires d'environ 130 pays et de 300 professeurs et enseignants. Les frais d'inscription s'élèvent à 200 euros par semestre (400 euros pour le premier semestre).
En 2024, l’université compte 1 000 doctorants parmi 2 400 employés.
Les inscriptions pour le semestre d'hiver sont ouvertes du mois de juillet au mois de septembre et de décembre à février pour le semestre d'été. Cette université se développe très rapidement et attire bon nombre d'étudiants et professeurs étrangers.

## Les études
Les programmes d'études de l'université sont en phase avec le processus de Bologne. Ils tiennent  

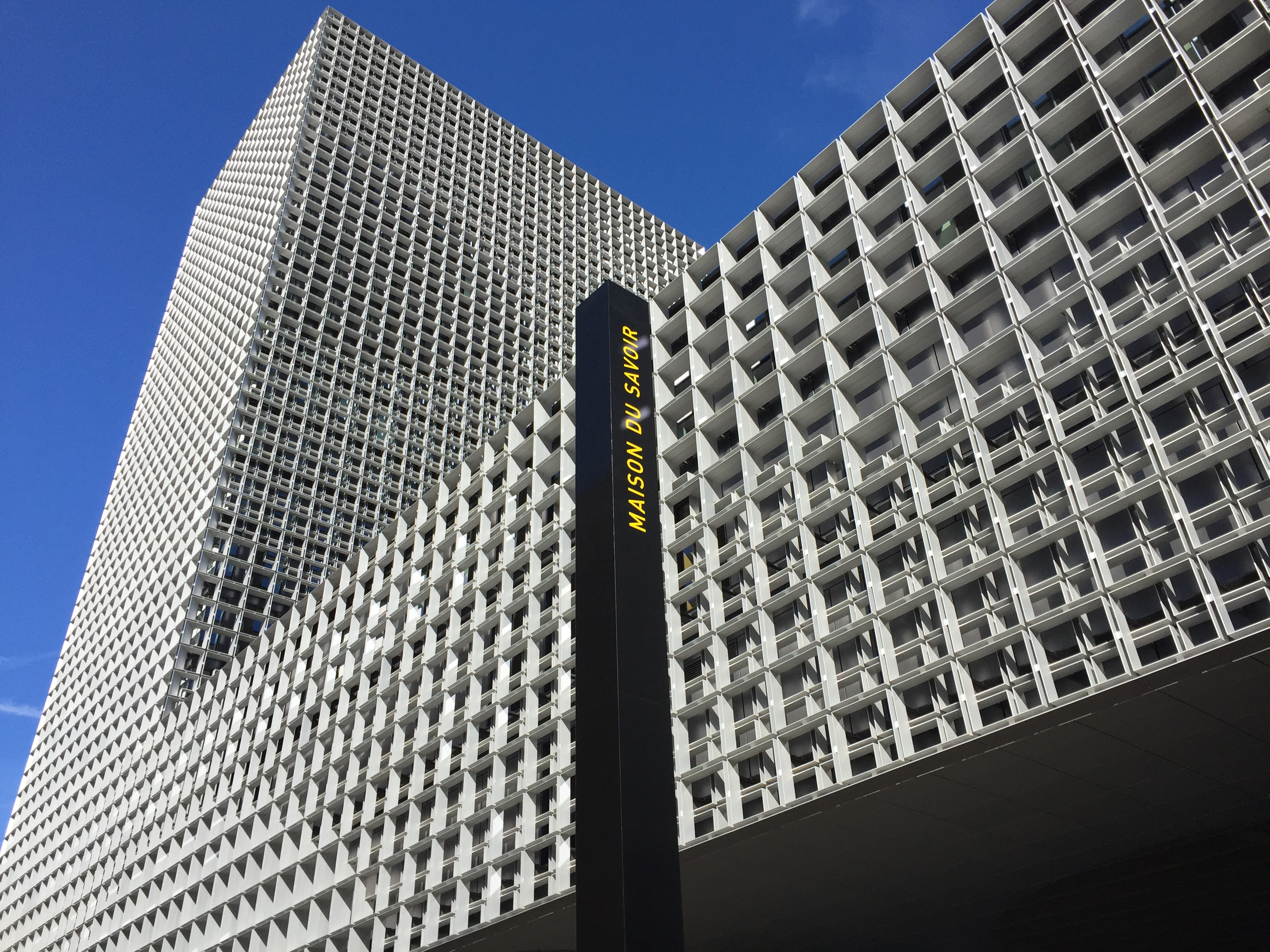
La Maison du savoir à Belval, bâtiment principal.

compte des intérêts des jeunes gens et des demandes du marché de l'emploi.
Les étudiants en Bachelors doivent obligatoirement effectuer un semestre à l’étranger, soit à travers Erasmus+, soit dans une des centaines d’universités dans le monde avec laquelle l’université a un partenariat.
Leur contenu se compose de 18 Bachelors et d’une cinquantaine de Masters répartis entre les trois facultés :
- La faculté des sciences, des technologies et de la médecine (FSTM) offre des Bachelor et des Master en sciences de l’ingénierie, en informatique, en mathématiques, en physique et dans les sciences de la vie avec un grand choix de programmes mineurs, ainsi qu’en sciences infirmières. Il y a également des masters en Data Science, en High Performance Computing, en Cyber security, en biologie et biomédecine des technologies ainsi qu’en Technopreneurship et Space Technology and Business.
- La faculté de droit, d’économie et de finance (FDEF) propose des Bachelors en comptabilité et fiscalité, en droit, en économie et en gestion ainsi que des masters dans le domaine de la finance, du droit européen, de la logistique, de la comptabilité et de l’audit ainsi qu’en entrepreneuriat.
- La faculté des sciences humaines, des sciences de l’éducation et des sciences sociales (FHSE) offre des Bachelors en cultures européennes, en psychologie, dans le domaine de l'éducation, la philosophie, l’animation et des sciences sociales. Les formations du Master incluent l'histoire contemporaine, la psychologie, l’enseignement secondaire, la philosophie, l’architecture, les sciences du théâtre, la gérontologie et la médiation, la gouvernance européenne, les études parlementaires, la communication transfrontalière, la géographie et l’urbanisme, l'apprentissage et le développement dans des contextes multilingues et multiculturels ainsi qu'un master dans le programme de « Erasmus Mundus » en philosophie allemande et française dans l'espace européen.

En outre, il est possible d'obtenir un doctorat dans quatre écoles doctorales en Science and Engineering (sciences naturelles et ingénierie), Law (droit), Economics, Finance and Management (économie, finance et gestion) et Humanities and Social Sciences (sciences humaines générales et sociologie),
L’université compte 300 professeurs et enseignants pour près de 7 000 étudiants, ce qui permet des classes de taille humaine. L’enseignement est personnalisé et les contacts entre professeurs et étudiants sont directs. Des tutorats sont d'ailleurs instaurés pour la majorité des cours du premier semestre Bachelor.

## La recherche
À côté de l'enseignement, l'université du Luxembourg accorde également beaucoup d'importance à la recherche. Le champ des sciences étant large, il a fallu faire un choix parmi plusieurs pôles d'investigations scientifiques. La recherche se concentre sur les domaines de la transformation numérique, de la médecine et de la santé, ainsi que du développement durable et sociétal. L'accent est mis sur les approches interdisciplinaires. En 2020, l'université a fondé l'Institut d'études avancées (IAS), qui encourage les projets de recherche interdisciplinaires.
Depuis sa création en 2006, l'université a reçu 15 ERC grants (bourses du Conseil Européen de la Recherche) et a créé 22 chaires industrielles, publiques et publiques-privées, dont 16 chaires sont toujours en cours.

## Classement académique
D'après le classement mondial du Times Higher Education en 2023, l'université du Luxembourg est classée parmi les 201 à 250 meilleures universités du monde, au 4e rang mondial pour son ouverture internationale et au 25e rang mondial dans le classement des jeunes universités de 2022,.
L'Academic Ranking of World Universities, également connu sous le nom de Shanghai Ranking, classe l'université du Luxembourg 601-700 dans son classement de 2023.

## La mobilité
Bien ancrée dans un contexte international, l'université du Luxembourg accorde également une grande importance au principe de mobilité puisque les étudiantes et étudiants inscrits en bachelor doivent au moins passer un semestre dans une université étrangère. Pour ce faire, l'université luxembourgeoise collabore activement avec ses homologues à l'étranger pour, par exemple, assurer la reconnaissance des cours suivis dans une autre faculté ou encore, pour discuter des programmes d'échanges d'étudiants en Europe et outre-mer. Avec les universités de Trier, Liège, Sarre, Lorraine et Kaiserslautern elle forme le réseau « Universität der Großregion / université de la Grande région » dont peuvent participer les étudiants de chaque université membre aux cours des autres sans payer de double-taxation.